# Pedomyia xanthocera
Pedomyia xanthocera är en tvåvingeart som beskrevs av Jason Gilbert Hayden Londt 1994. Pedomyia xanthocera ingår i släktet Pedomyia och familjen rovflugor. Inga underarter finns listade i Catalogue of Life.